# Наталієвка
Наталієвка (рум. Natalievca) — село у Фалештському районі Молдови. Адміністративний центр однойменної комуни, до складу якої також входять села Белеуць, Комаровка, Івановка, Поповка та Цапок.

## Географія
Площа села Наталіївка становить близько 1,31 км 2.

## Історія
Село Наталіївка засвідчено в 1803 році під назвою Pravila de Sus (іноді пишеться Prajila de Sus). Пізніше сусіднє село Правіла-де-Жос стало частиною місцевості.
Під час Румунського королівства обидва села входили до Слобожансько-Бельцької волості Бельцької землі. У 1902 році в селі Правіла-де-Сус було 87 будинків з населенням 840 осіб. Серед власників хутора були Олени Кассо, яка володіла 2300 десятинами; єврейські банкіри Грінберг і Пітчіс з 3670 десятинами; д. Синицького з 700 десятками.

## Населення
За даними перепису населення 2004 року у селі проживали 565 осіб.
Національний склад населення села:
| Національність       | Кількість осіб | Відсоток |
| -------------------- | -------------- | -------- |
| українці             | 464            | 82,1%    |
| молдавани            | 58             | 10,3%    |
| росіяни              | 40             | 7,1%     |
| інша / без відповіді | 3              | 0,5%     |
| Всього               | 565            | 100%     |

## Соціальна сфера
У 2004 році на рівні гміни було зареєстровано 856 домогосподарств, середній розмір домогосподарства становив 2,6 особи.